# Margaluyu (Leles)
Margaluyu is een bestuurslaag in het regentschap Garut van de provincie West-Java, Indonesië. Margaluyu telt 7459 inwoners (volkstelling 2010).